# ペトルス・プランシウス

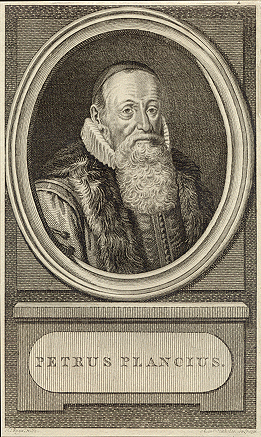
Petrus Plancius. J. Buys/Rein. Vinkeles (1791).

ペトルス・プランシウス（Petrus Plancius、1552年 - 1622年5月15日）は、フランドル地方生まれのオランダ共和国の天文学者、地図製作者、聖職者。多くの星図や天球儀を制作し、現在も使われている4つの星座を考案した。カルヴァン派の牧師としては、マルティン・ルターやレモンストラント派のヤーコブス・アルミニウスやフォルシュティウスの教義に反対した。

## 生涯
現在のベルギー、ヴェスト＝フラーンデレン州フーフェルラント地方ドラヌーテル村（Dranouter）で Pieter Platevoet (ピーテル・プラーテフート) として生まれた。オンショオットの学校で学んだ後、イギリスで数学、天文学、地理学、神学、歴史学と外国語を学んだ。彼は専攻していたラテン語に倣い、名前を Petrus Plancius と変えた。
1576年に24歳で改革派教会の牧師となった彼は伝道のために全国を旅した。15世紀末にハプスブルク家の支配下となり、厳格なカトリックとして知られたフェリペ2世がネーデルラント王として君臨していた八十年戦争下の当時としては、これは大変危険な行いであった。彼はメヘレン、ブリュッセル、ルーヴェンなどで7年間活動した。この間、1579年に未亡人の Johanna Geubels と結婚している。1585年にアレッサンドロ・ファルネーゼがベルヘン・オプ・ゾームを占領すると、彼は異端審問を避けるためにアムステルダムに逃れ、そこで説教師に任命された。アムステルダムで、プランシウス夫妻は8人の子宝に恵まれた。
自然科学、航法と地図学への興味をますます強くした彼は、1590年にメルカトルの地図を改良した5つのオランダ語版の地図を出版した。1592年には、スペイン国王の地図製作者であったバルトロメウ・ラソの海図をポルトガルから輸入し、当時最新の情報を元に Nova et exacta Terrarum Tabula geographica et hydrographica を制作した。
プランシウスは、東インドとの香辛料貿易を狙ってアムステルダムの商人たちが1594年に設立した遠国会社に対して助言した。スペインやポルトガルの海軍力との衝突を避けるため、彼は艦隊司令官のウィレム・バレンツに、天測航法で北アジアを周る未知の航路を進むことを推奨した。しかしながら、1595年から1597年にかけての三度の試みでもこの北東航路は見つけられなかった。
同じ頃、南の航路にも挑戦することとなり、このときも商人たちはプランシウスに助けを求めた。当時、コンパスの磁針が不一致を示すのは、南に突き抜けたからである、と信じられていた。シモン・ステヴィンとプランシウスは正しい答えを探した。プランシウス（もしくはメチウス）は、フレデリック・デ・ハウトマンに天体測量を教えた。また、プランシウスは航海者のペーテル・ケイセルに南天の星図を作成するための天体観測を依頼し、偏差を補正できるように観測機器（おそらくアストロラーベ）を彼に与えた。ケイセルはジャワ島のバンテンで客死するが、彼の観測結果は後にハウトマンによりもたらされた。この1595年から1597年にかけて行われた最初の東インド遠征は悲惨な状態で商業的にも失敗に終わった。249名の乗組員のうち生きて帰還したのは87名で、多くは疫病と地元住民との闘争によって命を失った。加えて、わずか数樽の胡椒とナツメグを購入できただけであった。しかしそれでも、商人たちは東アジア貿易の始まりであると捉え、これよりポルトガルによる香辛料貿易の独占は終わりを迎えることとなった。
プランシウスは、あまりに天文学や新世界、東インドに時間を費やしていたため、説教に対して準備が足りないとして批判された。1599年には彼は船員に説教を始め、1602年にオランダ東インド会社が設立された後はより神学に対して取り組むようになった。1603年以前に彼は予定説に宗旨変えし、アルミニウス主義とより激しく戦うようになった。1609年にはデュースブルク生まれの人文主義司祭アドルフ・ベナトールに対するためアルクマールへ行った。1610年にはプランシウスは反レモンストラント派のリーダーとなっており、ドルトレヒト会議の開催を呼びかけた。1618年に開催された会議には彼の不寛容さが原因で招待されなかったが、聖書の改訂を認められた。
プランシウスはオランダ西インド会社の設立にも関わり、ヘンリー・ハドソンやヤン・リヒトハルトとも関係があった。
1622年5月15日に他界、25日に埋葬されたが、彼の希望をよそに教会での地位に相応しい形で埋葬されなかった。

## 天文学上の功績
1589年に南天の星座を含む天球儀を製作した。この天球儀には2つの雲状のもののほか、Triangulus Antarcticus（南極三角形）という名前の星座や Crux という名で十字型の星座が描かれているが、これらは実際の大・小マゼラン雲やみなみのさんかく座、みなみじゅうじ座とは描かれている位置が全く異なる。これは、1592年の地図に付された天球図においても同様である。こちらの天球図には、はと座やポロフィラックスも描かれている。
ケイセルは翌年ジャワで没するが、12の新しい星座と135の恒星のデータがハウトマンからオランダ本土のプランシウスのもとにもたらされた。プランシウスは1598年に、これらの星々を加えた新しい天球儀を製作した。また、ケイセルのもたらした情報にはみなみじゅうじ座の星々のデータが含まれていなかったため、プトレマイオスの『アルマゲスト』のデータに依拠せざるを得なかった。そのため、これらの天球儀やバイエルの『ウラノメトリア』に描かれた南十字星の位置も実際とは異なっている。
プランシウスは、1613年にさらに新しい星座8個を加えた天球儀をアムステルダムで発表した。新しく加えられた星座はきりん座、いっかくじゅう座、子蟹座、はち座、チグリス座、ヨルダン座、おんどり座、南の矢座である。このうち、きりん座といっかくじゅう座を除く6つは現在使われていない。
小惑星(10648)プランシウスは、彼にちなんで命名されたものである。